# Episodi di Trauma
La prima e unica stagione della serie televisiva Trauma è stata trasmessa per la prima volta negli Stati Uniti dalla NBC dal settembre 2009 all'aprile 2010.
In Italia è stata trasmessa per la prima volta da Steel dal 15 maggio 2010.
| nº | Titolo originale  | Titolo italiano               | Prima TV USA      | Prima TV Italia |
| -- | ----------------- | ----------------------------- | ----------------- | --------------- |
| 1  | Pilot             | Il ricordo di Terry           | 28 settembre 2009 | 15 maggio 2010  |
| 2  | All's Fair        | Tutto a posto                 | 5 ottobre 2009    | 15 maggio 2010  |
| 3  | Bad Day at Work   | Un giorno di ordinaria follia | 12 ottobre 2009   | 22 maggio 2010  |
| 4  | Stuck             | Stress post-trauma            | 19 ottobre 2009   | 22 maggio 2010  |
| 5  | Masquerade        | La notte di Halloween         | 6 ottobre 2009    | 29 maggio 2010  |
| 6  | Home Court        | Turno speciale                | 2 novembre 2009   | 29 maggio 2010  |
| 7  | That Fragile Hour | Debolezze                     | 9 novembre 2009   | 5 giugno 2010   |
| 8  | M'Aidez           | Mayday mayday                 | 16 novembre 2009  | 5 giugno 2010   |
| 9  | Thank You         | Tornando a casa               | 23 novembre 2009  | 12 giugno 2010  |
| 10 | Blue Balloon      | Capitano Boone                | 30 novembre 2009  | 12 giugno 2010  |
| 11 | Tunnel Vision     | Fuori dal tunnel              | 8 marzo 2010      | 19 giugno 2010  |
| 12 | Protocol          | La maledizione del novellino  | 15 marzo 2010     | 19 giugno 2010  |
| 13 | 13                | 13                            | 22 marzo 2010     | 26 giugno 2010  |
| 14 | Targets           | Obiettivi                     | 29 marzo 2010     | 26 giugno 2010  |
| 15 | Scope of Practice | Occasione per fare pratica    | 8 aprile 2010     | 3 luglio 2010   |
| 16 | Frequent Fliers   | Clienti abituali              | 12 aprile 2010    | 3 luglio 2010   |
| 17 | Sweet Jane        | Dolce Jane                    | 19 aprile 2010    | 10 luglio 2010  |
| 18 | Crossed Wires     | Fili incrociati               | 26 aprile 2010    | 10 luglio 2010  |

## Il ricordo di Terry
- Titolo originale: Pilot
- Diretto da: Jeffrey Reiner
- Scritto da: Dario Scardapane

### Trama
Nell'episodio pilota incontriamo un gruppo di paramedici della città di San Francisco del City Hospital. Il team è addestrato a portare soccorso in ogni tipo di situazione. In questo episodio la tragedia colpirà direttamente le loro vite.

## Tutto a posto
- Titolo originale: All's Fair
- Diretto da: Jeffrey Reiner
- Scritto da: Dario Scardapane

### Trama
Una macchina irrompe in una fiera di quartiere ferendo molte persone alcune delle quali versano in gravi condizioni. A Nancy viene assegnato un nuovo partner mentre Rabbit insegna una lezione a Marisa.

## Un giorno di ordinaria follia
- Titolo originale: Bad Day at Work
- Diretto da: Jeffrey Reiner
- Scritto da: Peter Noah

### Trama
I problemi matrimoniali di Boone passano in secondo piano quando si trova a dover intervenire sul luogo di una sparatoria. Questa situazione costringerà Rabbit e Nancy a lavorare insieme dopo quasi un anno.

## Stress post-trauma
- Titolo originale: Stuck
- Diretto da: Christopher Misiano
- Scritto da: Bruce Rasmussen

### Trama
Tyler e Boone intervengono su un incidente in un ristorante cinese dove però trovano una situazione molto più seria di quello che si aspettavano. Nancy nel frattempo deve essere valutata riguardo alle sue capacità professionali.

## La notte di Halloween
- Titolo originale: Masquerade
- Diretto da: Jean de Segonzac
- Scritto da: David Schulner

### Trama
È Halloween e a San Francisco tutto può succedere. Tyler e Boone intervengono sul luogo di un Party che si è trasformato in totale caos. Nel frattempo Nancy e Glenn condividono un segreto che può cambiare il loro rapporto di lavoro.

## Turno speciale
- Titolo originale: Home Court
- Diretto da: Norberto Barba
- Scritto da: David Schulner

### Trama
Nell'episodio pilota incontriamo un gruppo di paramedici della città di San Francisco del City Hospital. Il team è addestrato a portare soccorso in ogni tipo di situazione. In questo episodio la tragedia colpirà direttamente le loro vite.

## Debolezze
- Titolo originale: That Fragile Hour
- Diretto da: Alex Zakrzewski
- Scritto da: Bruce Rasmussen

### Trama
Glenn deve affrontare un dilemma morale che potrebbe mettere a repentaglio il suo futuro. Marisa riceve una visita dall'Iraq.

## Mayday mayday
- Titolo originale: M'Aidez
- Diretto da: John Behring
- Scritto da: Janet Tamaro

### Trama
Una nave viene investita da una barca lanciata a tutta velocità proprio mentre a bordo si sta svolgendo un matrimonio. Le squadre di soccorso dovranno salvare tutti prima che la nave affondi.

## Tornando a casa
- Titolo originale: Coming Home
- Diretto da: Eric Laneuville
- Scritto da: Peter Noah

### Trama
Un aereo è costretto a fare un atterraggio di emergenza, tutte le squadre sono chiamate ad intervenire e di conseguenza saltano tutti i piani fatti dai ragazzi per il Giorno del Ringraziamento. 

## Capitano Boone
- Titolo originale: Blue Balloon
- Diretto da: Steve Shill
- Scritto da: Randy Huggins

### Trama
Glenn mette in discussione le decisioni di Nancy a causa del modo in cui quest'ultima ha trattato un tossico-dipendente. Intanto Boone pensa al suo futuro.

## Fuori dal tunnel
- Titolo originale: Tunnel Vision
- Diretto da: Darnell Martin
- Scritto da: Janet Tamaro

## La maledizione del novellino
- Titolo originale: Protocol
- Diretto da: Jeffrey Reiner
- Scritto da: Y. Shireen Razack

## 13
- Titolo originale: 13
- Diretto da: Jeffrey Reiner
- Scritto da: Dario Scardapane

## Obiettivi
- Titolo originale: Targets
- Diretto da: John Badham
- Scritto da: David Schulner

## Occasione per fare pratica
- Titolo originale: Scope of Practice
- Diretto da: Michael Waxman
- Scritto da: Randy Huggins

## Clienti abituali
- Titolo originale: Frequent Flier
- Diretto da: Michael Waxman
- Scritto da: David Schulner

## Dolce Jane
- Titolo originale: Sweet Jane
- Diretto da: Colin Bucksey
- Scritto da: Dario Scardapane

## Fili incrociati
- Titolo originale: Crossed Wires
- Diretto da: Michael Nankin
- Scritto da: Y. Shireen Razack e Shannon Rutherford